# Jan Skarbek (duchowny)
Jan Skarbek (ur. 15 czerwca 1885 w Paszczynie k. Dębicy, zm. 2 lutego 1951 w Oświęcimiu) – polski duchowny rzymsko-katolicki, kronikarz.   

## Życiorys

### Wykształcenie
W 1909 r. dyplom ukończenia studiów teologicznych na Uniwersytecie Jagiellońskim. Był także absolwentem prawa tejże krakowskiej uczelni. Święcenia kapłańskie przyjął w Krakowie w 1909 r. Jego pierwszą placówką duszpasterską była parafia św. Wojciecha i św. Katarzyny w Jaworznie. W 1914 r. trafił do pobliskiej Szczakowej, a rok później do podkrakowskiego Pleszowa. W styczniu 1926 r. ks. Skarbek został proboszczem parafii Wniebowzięcia NMP w Oświęcimiu i pełnił tę funkcję aż do śmierci. 

### Okres międzywojenny
Na stałe do Oświęcimia przybył w 1926 r. Był wieloletnim radnym miejskim. Działał w szeregu organizacji charytatywnych, społecznych i oświatowych, jak również angażował się w utrzymanie poprawnych relacji międzywyznaniowych w Oświęcimiu. W 1929 r. został przewodniczącym komitetu budowy oświęcimskiego gimnazjum (współcześnie: Liceum Ogólnokształcące im. Stanisława Konarskiego w Oświęcimiu). W 1934 r. otrzymał tytuł honorowego obywatela Oświęcimia.

### Okres wojenny
W czasie wojny ksiądz Skarbek współpracował z ruchem oporu przy obozie oświęcimskim. Angażował się w pomoc uciekinierom z obozu KL Auschwitz m.in. poprzez wystawianie fałszywych metryk chrztu. 
W nocy z 1 na 2 lipca 1942 r. niemieccy policjanci aresztowali proboszcza ks. Skarbka oraz jednego z wikariuszy. Księża zostali pobici, a plebania splądrowana. Aresztowano także gospodynię proboszcza. Ksiądz Skarbek był więziony w Oświęcimiu, Katowicach, Mysłowicach oraz Bielsku. Po wyjściu na wolność Niemcy nie pozwolili mu na powrót do Oświęcimia i powrócił tam dopiero w roku 1945; wówczas kontynuował pełnienie funkcji proboszcza. 
Zmarł 2 lutego 1951 r. w Oświęcimiu i został pochowany na Cmentarzu parafialnym w Oświęcimiu.

## Działalność na rzecz relacji międzywyznaniowych
Ksiądz Jan Skarbek starał się budować relacje z Żydami oświęcimskimi oparte na wzajemnym szacunku. Utrzymywał dobre relacje z miejscowym rabinem Eliaszem Bombachem. Według wspomnień Henryka Flaumena, ks. Skarbek spotykał się z rabinem oświęcimskim w parku, gdzie wspólnie rozmawiali w języku hebrajskim. Jednym z bliskich współpracowników proboszcza Skarbka był także długoletni burmistrz i przewodniczący Rady Miasta Oświęcimia, Roman Mayzel.

## Ordery i odznaczenia
- Krzyż Kawalerski Orderu Odrodzenia Polski (10 listopada 1928)[7]